# خوسيه سيرانو (محامي)
خوسيه سيرانو هو محامي إكوادوري، ولد في 19 نوفمبر 1970 في Cuenca Canton ‏ في الإكوادور.